# 207715 Muqinshuijiao
207715 Muqinshuijiao è un asteroide della fascia principale. Scoperto nel 2007, presenta un'orbita caratterizzata da un semiasse maggiore pari a 2,2505108 UA e da un'eccentricità di 0,1685202, inclinata di 4,10789° rispetto all'eclittica.